# P3 Jul
P3 Jul var en traditionsenlig rimstuga i Sveriges Radio P3 som sändes 23 december under åren 2001-2005 med programledarna Anders Johansson och Johannes Berg.  År 2001 hade Johansson istället Måns Nilsson som programledarpartner och 2005 var Anders Johansson ensam programledare.
De hade även en panel i studion som hjälpte lyssnarna som ringde in och behövde hjälp med julrim. 2004 bestod panelen av Valle Westesson, Kalle Lind, Ola Norén och Rebecca Vinterbarn Elg.

### Fotnoter
1. 1 2 3 4 5  ”Svensk mediedatabas”. http://smdb.kb.se/catalog/search?q=%22P3+Jul%22+typ%3Aradio&sort=OLDEST. Läst 24 juni 2011.